# Fadogia cinerascens
Fadogia cinerascens är en måreväxtart som beskrevs av Robyns. Fadogia cinerascens ingår i släktet Fadogia och familjen måreväxter. Inga underarter finns listade i Catalogue of Life.